# Кубок Иберии
Кубок Иберии по регби (Copa Ibérica de Rugby) — турнир испанской и португальской федераций регби. В турнире участвуют регбийные клубы Пиренейского полуострова. Впервые турнир был сыгран в 1965 году.
В период с 1965 по 1971 год в турнире участвовало по 4 команды от каждой из стран. Формат: турнир на выбывание. В 1972 году кубок перестал проводиться, однако в 1983 году вновь возродился, но уже в другом формате. С 1983 года чемпион каждой из стран разыгрывали трофей в финале из одного матча.
В 2009 году был разработан новый формат с участием 8 команд, по четыре от каждой федерации, однако этот формат реализован не был и кубок не проводился. С 6 января 2013 года, после 5-летнего перерыва, кубок проводится в нынешнем формате: по одному чемпиону от каждой федерации разыгрывают кубок в финале из одного матча.

## История
Матчи с момента возобновления кубка:
| Номер п/п | Год  | Место      | Чемпион       | Финалист   | Результат |
| --------- | ---- | ---------- | ------------- | ---------- | --------- |
| 33        | 2012 | Вальядолид | КДУЛ          | Вальядолид | 24-13     |
| 34        | 2013 | Лиссабон   | Дирейту       | Вальядолид | 41-11     |
| 35        | 2014 | Вальядолид | Вальядолид    | КДУЛ       | 32-8      |
| 36        | 2015 | Лиссабон   | Дирейту       | Вальядолид | 22-12     |
| 37        | 2016 | Вальядолид | Эль Сальвадор | Дирейту    | 27-22     |
| 38        | 2017 | Лиссабон   | Вальядолид    | КДУЛ       | 27-13     |
| 39        | 2018 | Вальядолид | Вальядолид    | Белененсеш | 34-25     |
| 40        | 2019 | Лиссабон   | Вальядолид    | Агрономия  | 28-27     |

## Соотношение титулов по странам
| Флаг            | Страна     | Титулы |
| --------------- | ---------- | ------ |
| Флаг Испании    | Испания    | 20     |
| Флаг Португалии | Португалия | 15     |